# Komahoaivi
Komahoaivi är ett berg i Finland. Det ligger i Enontekis i landskapet Lappland, i den norra delen av landet, 1 000 km norr om huvudstaden Helsingfors. Toppen på Komahoaivi är 700 meter över havet.
Terrängen runt Komahoaivi är platt åt nordost, men åt sydväst är den kuperad.  Trakten runt Komahoaivi är nära nog obefolkad, med mindre än två invånare per kvadratkilometer. Det finns inga samhällen i närheten. Omgivningarna runt Komahoaivi är i huvudsak ett öppet busklandskap.